# Seixal (Porto Moniz)
Seixal es una freguesia portuguesa del concelho de Porto Moniz, con 29,50 km² de superficie y 716 habitantes (2001). Su densidad de población es de 24,3 hab/km².